# キングストンテクノロジー
キングストンテクノロジー（Kingston Corporation）は、米国に本社を置く独立系メモリモジュール製造メーカーである。
DRAMモジュールのシェアは72.17％ (2018) で世界第1位。2位のSMART Modular Technologies (5.07％) に大差をつけてトップシェアを維持している。メモリモジュールの他にフラッシュメモリ、SSDを製造している。

## 概要
キングストンは1980年代のハイテク市場で、メモリモジュール不足に対応するため表面実装技術 (Surface Mount Technology) の研究していたエンジニアのJohn TuとDavid Sunによって創設された。業界の基準となるSIMM (Single In-Line Memory Module) 製品の表面実装技術開発及び実装技術の特許取得に成功し1987年10月17日にKingston Corporation社を設立した。
キングストンはメモリ製品の後工程処理（組立て、テスト）に特化した企業である。
メモリチップの生産つまり前工程処理は行わず、メモリチップはサムスン電子、エルピーダなど大手半導体メーカーから購入している（かつてキマンダからも購入していた）。購入したメモリチップを世界各国に設置された同社の後工程工場でメモリモジュールに組み立て、精密な製品検査を行い、システムメーカーや販売代理店に流通させ、販売している。
メモリモジュールは、パソコン、サーバ、ワークステーション、プリンター、デジタルオーディオプレーヤー、デジタルカメラ、携帯電話などに対応し各用途に向けたメモリ製品は2,000点以上とされる。
米国カリフォルニア州ファウンテンバレーに本社及び製造工場を設置。1996年にイギリス ロンドンにヨーロッパ本社を設置。更に1997年には台湾新竹サイエンスパークにアジア本社を設置した。 また、ドイツ、フランス、オーストラリア、中国（北京）に販売拠点を設置している。
また、メモリモジュールの製造、及び半導体の後工程部門は台湾、マレーシア、中国に設置されている。これら製造拠点はメモリ製品の品質管理において「ISO 9001」、「ISO 9002」を取得。また、環境マネジメントシステムでは「ISO 14001」を取得している。
キングストンは、ゲーミングブランド「HyperX」を展開しており、マウスやキーボード、ヘッドセットなどを販売していたが、2021年、HyperXをHPに売却した。
2021年6月2日、キングストンは、HyperXをリブランドした新ブランド「FURY」を発表した。同ブランドでは、これまでHyperXブランドで販売してきたDRAMメモリやSSDなどのゲーミングラインナップを展開している。
日本での販売代理店はプリンストン、SanMax、シネックス、フォースメディアが担当している。
2007年には48億ドルを超える売上を達成した。

## 沿革
| 年   | 月 | 日 | 事柄 |
| ---- | -- | -- | --- |
| 1987 | 10 | 17 | キングストンテクノロジー社 設立。メモリモジュール製造を開始する。 |
| 1995 | ?  | ?  | マーケティングと技術サポートの拠点としてドイツ ミュンヘンに支店を開設。 |
| 1996 | ?  | ?  | ソフトバンクがキングストン株の80%を15億ドルで取得。 |
| 1996 | ?  | ?  | 東芝と共同で東芝製PCのメモリアップグレードキャンペーンを実施。PCメーカーとメモリメーカーのキャンペーンとしては史上初。                                                                                                |
| 1997 | ?  | ?  | アイルランド ダブリンに製造工場と事務所を開設。 |
| 1998 | ?  | ?  | アメリカ合衆国カリフォルニア州ファウンテンバレーにPC用OEM製品製造工場を設立。 |
| 1999 | ?  | ?  | John TuとDavid Sunはソフトバンク所有株式80%を4億5000万ドルで買い戻す。 |
| 1999 | ?  | ?  | マレーシア ペナンに製造工場を設立。 |
| 2000 | ?  | ?  | メモリの品質検査を行うAdvanced Validation Labs,Inc. (AVL) を設立。 |
| 2000 | ?  | ?  | ストレージ部門 (SPD) を独立させStorCase Technology,Inc.を設立。 |
| 2000 | 4  | ?  | メモリ製造工程を管理するPayton Technology Inc.を設立。 |
| 2002 | 4  | ?  | エルピーダへ5000万ドルを出資。 |
| 2004 | 8  | ?  | フラッシュメモリカードの永久保証サービスを開始。 |
| 2005 | 9  | ?  | 上海に当時世界最大規模のメモリモジュール工場を開設。 |
| 2006 | 4  | ?  | 16GBの壁を越えたFully-Buffered Dimms (FBDIMM) を発表。 |
| 2008 | 9  | ?  | 仮想化ソリューションを提供する VMware の「VMWare Alliance Affiliate Initiative」に参加することを発表。 |
| 2008 | 11 | ?  | キングストン独自のメモリモジュール向け放熱技術「HyperX Thermal Xchange（HTX）テクノロジー」を発表。 |
| 2010 | 1  | ?  | 2009年12月にサードパーティのセキュリティコンサルタント会社から、一部のキングストン製 USB フラッシュドライブにセキュリティ上の不具合が生ずる可能性があるとの警告を受け、該当するUSB ドライブを無償交換することを発表。 |
| 2014 | ?  | ?  | ゲーミングデバイス事業に参入。ゲーミングヘッドセット「Cloud」を発表。 |
| 2021 | ?  | ?  | ゲーミングデバイスブランド「HyperX」をHPが4億2500万USDで買収すると発表。ゲーマー向けSDカード、SSD、DRAM、USBフラッシュなどは引き続きKingstonが保有。                                                                  |
| 2021 | 6  | 2  | 新ブランド「FURY」を発表。HyperXのゲーム向けメモリ・SSDなどをリブランド。 |

## 製品
- DRAMモジュール
  - デスクトップパソコン向け製品
  - ノートパソコン向け製品
  - サーバ、ワークステーション向け製品
  - パソコン向けOEMカスタム製品
  - 専用システム向けOEMカスタム製品
- SSD
- USBフラッシュメモリー
- コンパクトフラッシュ
- SDメモリーカード
- マルチメディアカード
- メモリーカードリーダー
- ゲーミングデバイス
  - マウス
  - キーボード
  - ヘッドセット

同社が展開していたゲーミングブランドHyperX（現HP傘下）は、日本の2024年ゲーミングデバイスランキングにおいてヘッドセット部門などで首位を獲得するなど高い人気を博した。